# Новоцарицынское шоссе
Новоцари́цынское шоссе — шоссе, расположенное в Южном административном округе города Москвы на территории районов Восточное Бирюлёво, Северное Орехово-Борисово и Царицыно. Появилось как проезд в 1970-х, своё текущее название получило в 1990 году.

## История
С 1970-х годов существовал Проектируемый проезд № 5334. Эта дорога располагалась на земле исторического района Царицыно, а также проходило рядом с одноимённой железнодорожной станцией, в честь чего в 1990 году проезд получил современное название — Новоцарицынское шоссе.

## Расположение
Шоссе расположено в Южном административном округе города Москвы на территории районов Восточное Бирюлёво, Северное Орехово-Борисово и Царицыно. Протяжённость составляет 1,85 км. Шоссе начинается от 
Шипиловского проезда и заканчивается улицей Тюрина. К шоссе примыкают и пересекают следующие улицы: 
1. Дольская улица
2. Улица Баженова
3. Улица Тюрина
4. Каспийская улица

Около западной части Новоцарицынского шоссе пролегает железная дорога Курского направления, со станцией «Царицыно».

## Культурные и другие объекты
Около шоссе располагаются: дом № 2, природная территория заповедника Царицыно, дамба между Нижним и Средним Царицынскими прудами, площадка и комплекс построек бывшей конно-спортивной школы, гаражно-строительный кооператив «Стрелец», Царицынский радиорынок.

## Транспорт
По Новоцарицынскому шоссе проходят автобусы м82, с854. Возле западной границы шоссе расположена станция метро «Царицыно», возле восточной — «Орехово». Рядом со станцией метро «Царицыно» находится одноимённая железнодорожная станция МЦД-2.